# Timàlia de pitet blanc
La timàlia de pitet blanc (Stachyris thoracica) és un ocell de la família dels timàlids (Timaliidae).

## Hàbitat i distribució
Viu entre la malesa del bosc als turons de Java.